# Karl Georg Huyn
Karl Georg Huyn, hijo de Johann Carl Huyn y Natalie Born, fue también promovido a coronel general y fue el último gobernador militar en Galitzia entre 1917-1919.

## Biografía
Siguiendo a su padre, Karl Georg Huyn asistió a la Academia Militar Teresiana, localizada  en Wiener Neustadt, después de asistir a la escuela militar en Sankt Pölten. Sobresalió en la escuela, más tarde se convirtió en teniente en el Regimiento de Dragones N.º 2 el 24 de abril de 1879. Al año siguiente fue transferido al Regimiento de Ulanos N.º 11.
Entre 1881 y 1883 asistió a la escuela de guerra en Viena y la completó con gran suceso. Después fue elegido para el estado mayor en Maribor y más tarde en Lviv como teniente primero en 1884.
Huyn fue promovido a capitán en 1887, sirviendo brevemente en Przemyśl como parte del Segundo Cuerpo de Ejército de Viena. En abril de 1891 se le concedió la Cruz de Caballero y la Orden del León de Oro en los Países Bajos. Después de su matrimonio con Maria Ignatia, Condesa Lutzow, el 16 de marzo de 1892, Huyn fue un Mayor como agregado militar designado en Bucarest. En el mismo año fue seleccionado como jefe de Estado Mayor de la caballería en Cracovia.
Fue promovido a general de la caballería poco antes del estallido de la I Guerra Mundial y Huyn recibió el mando del recién formado XVII Cuerpo que formaba parte del 4.º Ejército a las órdenes del general Moritz von Auffenberg. Después de varias operaciones fallidas en el área de Komarów, Karl Georg Huyn fue relevado de su mando a instancias de Auffenberg y se le ordenó que fuera a Viena.
En 1917 se le dio el puesto de gobernador militar de Galitzia en Lviv, de tal modo que el 1 de marzo de 1917 fue elegido gobernador en el Reino de Galitzia y Lodomeria con el Gran Ducado de Cracovia. En 1918 se resistió a la liquidación, pensando que era imposible que Polonia volviera a formarse. Galitzia se perdió en 1919 debido al colapso de Austria-Hungría después del Tratado de Versalles. Murió el 21 de febrero de 1938, a la edad de 80 años.